# Lin Junhong
Lin Junhong (chiń. upr. 林俊红; pinyin Lín Jùnhóng; ur. 9 grudnia 1990) – chińska kolarka torowa, czterokrotna medalistka mistrzostw świata.

## Kariera
Pierwszy sukces w karierze Lin Junhong osiągnęła w 2010 roku, kiedy wspólnie z Gong Jinjie zdobyła srebrny medal w sprincie drużynowym na mistrzostwach świata w Kopenhadze. Na tych samych mistrzostwach Chinka była dziesiąta w wyścigu na 500 m, a rywalizację w sprincie indywidualnym ukończyła na trzynastej pozycji. W 2010 roku brała także udział w igrzyskach azjatyckich w Kantonie, gdzie zdobyła srebrny medal w sprincie indywidualnym. Na rozgrywanych cztery lata później mistrzostwach świata w Cali razem z Zhong Tianshi zdobyła srebrny medal w sprincie drużynowym, a indywidualnie zajęła trzecie miejsce. W sprincie indywidualnym wyprzedziły ją jedynie Niemka Kristina Vogel oraz Zhong Tianshi. Kolejny medal zdobyła na mistrzostwach świata w Londynie w 2016 roku, gdzie była druga w sprincie indywidualnym.
W 2014 i 2018 roku także zdobywała medale igrzysk azjatyckich, w konkurencji sprintu odpowiednio indywidualnego i drużynowego.